# Астанин, Андрей Никитович
Андрей Никитович Астанин (27 декабря 1897, село Новоуколово, Воронежская губерния — 14 июня 1960, Воронеж) — советский военный деятель, Генерал-лейтенант (1943 год).

## Биография
Андрей Никитович Астанин родился 27 декабря 1897 в селе Новоуколово (ныне — Красненского района Белгородской области).

### Первая мировая и гражданская войны
В 1916 году был призван в ряды Русской императорской армии и в чине рядового служил до апреля 1918 года.
С октября 1918 года служил в рядах РККА. В Гражданскую войну красноармейцем 2-го Острогорского полка 2-й эстонской бригады воевал на Южном, Юго-Западном и Западном фронтах. Принимал участие в советско-польской войне.

### Межвоенное время
В 1922 году закончил Грозненские пехотные командные курсы, в 1926 году — курсы усовершенствования комсостава «Выстрел», в 1934 году — заочно Военную академию имени М. В. Фрунзе.
С сентября 1922 года служил в 38-м стрелковом полку 13-й Дагестанской стрелковой дивизии на должностях командира взвода, помощника командира и командира роты, начальника полковой школы, командира батальона и помощника командира полка по строевой части.
В марте 1936 года был назначен на должность командира 134-го стрелкового полка (45-я стрелковая дивизия, Украинский военный округ), в июле 1938 года — на должность коменданта Каменец-Подольского УР, а в сентябре — на должность начальника управления строительства № 210.
С августа 1939 года командовал 140-й, а с сентября — 131-й стрелковой дивизиями. В этой должности участвовал в советско-финской войне.
В октябре 1940 года был назначен на должность коменданта Струмиловского УР, а в мае 1941 года — на должность помощника командующего войсками Прибалтийского военного округа по укреплённым районам.

### Великая Отечественная война
Начало Великой Отечественной войны Астанин встретил, находясь на той же должности. С 11 июля 1941 года исполнял должность командира 41-го стрелкового корпуса (11-я армия, Северо-Западный фронт), а затем был назначен на должность командира Южной оперативной группы Ленинградского фронта. В ходе обороны на дальних подступах к Ленинграду корпус принимал участие в контрударах по противнику в районах городов Сольцы и Старая Русса.
В сентябре 1941 года был назначен на должность заместителя командующего 8-й армией Ленинградского фронта по тылу, участвовавшей в обороне ораниенбаумского плацдарма. С ноября 1941 года командовал 2-й Невской, а затем Приморской оперативными группами Ленинградского фронта. Участвовал в обороне на подступах к Ленинграду.
В ноябре 1942 года был назначен на должность командующего войсками внутренней обороны Ленинграда, а в декабре 1943 года — на должность командира 116-го стрелкового корпуса, участвовавшего в Красносельско-Ропшинской и Новгородско-Лужской наступательных операциях.
С марта 1944 года исполнял должность заместителя командующего 23-й армией Ленинградского фронта, находясь на которой принимал участие в Выборгской операции.
В ноябре 1944 года был назначен на должность заместителя командующего 8-й армией, освобождавшей Моонзундский архипелаг, а затем обороняла побережье Эстонии.

### Послевоенная карьера
В октябре 1945 года Астанин был назначен на должность заместителя командующего войсками Западно-Сибирского военного округа.
С мая 1949 года проходил обучение на Высших академических курсах при Высшей военной академии имени К. Е. Ворошилова, которые закончил в 1950 году.
В мае 1950 года был назначен на должность помощника командующего 28-й армией (Белорусский военный округ), а в октябре 1953 года — на должность старшего военного советника командующего войсками ВО Чехословацкой армии.
В июле 1957 года генерал-лейтенант Андрей Никитович Астанин вышел в запас. Умер 14 июня 1960 года в Воронеже.

## Воинские звания
- Майор (17.02.1936);
- Полковник (17.02.1938);
- Комбриг (4.11.1939);
- Генерал-майор (4.06.1940);
- Генерал-лейтенант (16.10.1943).

## Награды
- Два ордена Ленина (22.02.1941, 21.02.1945);
- Три ордена Красного Знамени (10.02.1943, 10.05.1943, 3.11.1944);
- Орден Кутузова 2-й степени (21.02.1944);
- Орден Отечественной войны 1-й степени (9.12.1944);
- Медали[1].

## Память
В посёлке Большая Ижора (Ломоносовский район, Ленинградская область) в честь А. Н. Астанина названа улица, а также установлена мемориальная доска.

## Семья
Сын Астанин Василий Андреевич, 1919 г. р., мичман-курсант, курсант 5 курса ВВМИУ им. Дзержинского. Погиб на пл «Щ-216» в районе мыса Тарханкут Чёрное море, будучи прикомандированным к экипажу в качестве стажёра.